# 高脂血症
高脂血症（Hyperlipidemia，英式英文為 ）又稱高脂蛋白血症（Hyperlipoproteinemia），俗稱血脂過高、高血脂，是指涉及血液任何或所有脂類以及又或脂蛋白異常升高水平的情況，是血脂異常（Dyslipidemia）最常見的形式（其中包括任何異常脂質水平）。脂質（脂溶性分子）由 载脂蛋白運送。 载脂蛋白密度及结构类型決定该载脂蛋白如何對代謝产生影響。血中脂质(Lipid)主要的成分有膽固醇(cholesterol; CE)、三酸甘油酯(triglyceride; TG)與含磷脂类(phospholipid)，因不溶於水，必須先與载脂蛋白AІ、载脂蛋白B100結合成可溶性的脂蛋白(Lipoprotein)才可運行於血液中，輸送到全身各部位。高密度脂蛋白(HDL-C)可以移除血液中多的膽固醇，而低密度脂蛋白(LDL-C)含有大量膽固醇，容易造成動脈粥样硬化。。
脂蛋白依其組成及密度之不同可分為五類：乳糜微粒(chylomicron; CM)、極低密度脂蛋白(very low density lipoprotein; VLDL)、低密度脂蛋白(low density lipoprotein; LDL)、中密度脂蛋白(intermediate density lipoprotein; IDL)、高密度脂蛋白(high density lipoprotein; HDL。。
高脂血症分為「原發性」和「繼發性亞型」。原發性高脂血症通常來自於遺傳原因（例如在受體蛋白中的突變），而繼發性高脂血症的產生是由於其它的原因，如糖尿病。脂質和脂蛋白異常是在一般人群較常見的，並且被認為是心血管疾病的一個改變的危險因素、起於动脉粥样硬化對它們發生影響。此外，某些形式的高脂血症可能誘發急性胰腺炎。

## 分類

### 家族性(原發性)
| 高脂蛋白血症 | 高脂蛋白血症 | OMIM   | 同义词                                   | 缺陷                                   | 增加的脂蛋白                  | 主要症状                                           | 治疗                    | 血清外观             | 预估的流行程度    |
| ------------ | ------------ | ------ | ---------------------------------------- | -------------------------------------- | ----------------------------- | -------------------------------------------------- | ----------------------- | -------------------- | ----------------- |
| I 型         | a            | 238600 | Buerger-Gruetz综合征或家族性高胆固醇血症 | 脂蛋白酯酶 (LPL)减少                   | 乳糜微粒                      | 急性胰腺炎, 视网膜脂血症, 皮肤出现黄色瘤, 肝脾肿大 | 饮食控制                | 顶层奶油状           | 1/1,000,000       |
| I 型         | b            | 207750 | 家族性载脂蛋白CII缺乏症                  | 载脂蛋白CII减少                        | 乳糜微粒                      | 急性胰腺炎, 视网膜脂血症, 皮肤出现黄色瘤, 肝脾肿大 | 饮食控制                | 顶层奶油状           | 1/1,000,000       |
| I 型         | c            | 118830 |                                          | 血液中的脂蛋白酯酶抑制剂               | 乳糜微粒                      | 急性胰腺炎, 视网膜脂血症, 皮肤出现黄色瘤, 肝脾肿大 | 饮食控制                | 顶层奶油状           | 1/1,000,000       |
| II 型        | a            | 143890 | 家族性高胆固醇血症                       | 低密度脂蛋白受体数量不足               | 低密度脂蛋白                  | 黄色瘤, 老年环, 肌腱黄色瘤                         | 胆汁螯合剂, 他汀、 烟酸 | 澄清                 | 杂合子几率为1/500 |
| II 型        | b            | 144250 | 家族性混合型高脂血症                     | 低密度脂蛋白受体减少和载脂蛋白B100增加 | 低密度脂蛋白 和極低密度脂蛋白 |                                                    | 他汀类, 烟酸, 贝特类    | 澄清                 | 1/100             |
| III 型       | III 型       | 107741 | 家族性异常β脂蛋白血症                    | Defect in Apo E 2 synthesis            | IDL                           | 结节性黄瘤，发疹性黄瘤，掌黄瘤                     | 贝特类药物, 他汀类药物  | 浑浊                 | 1/10,000          |

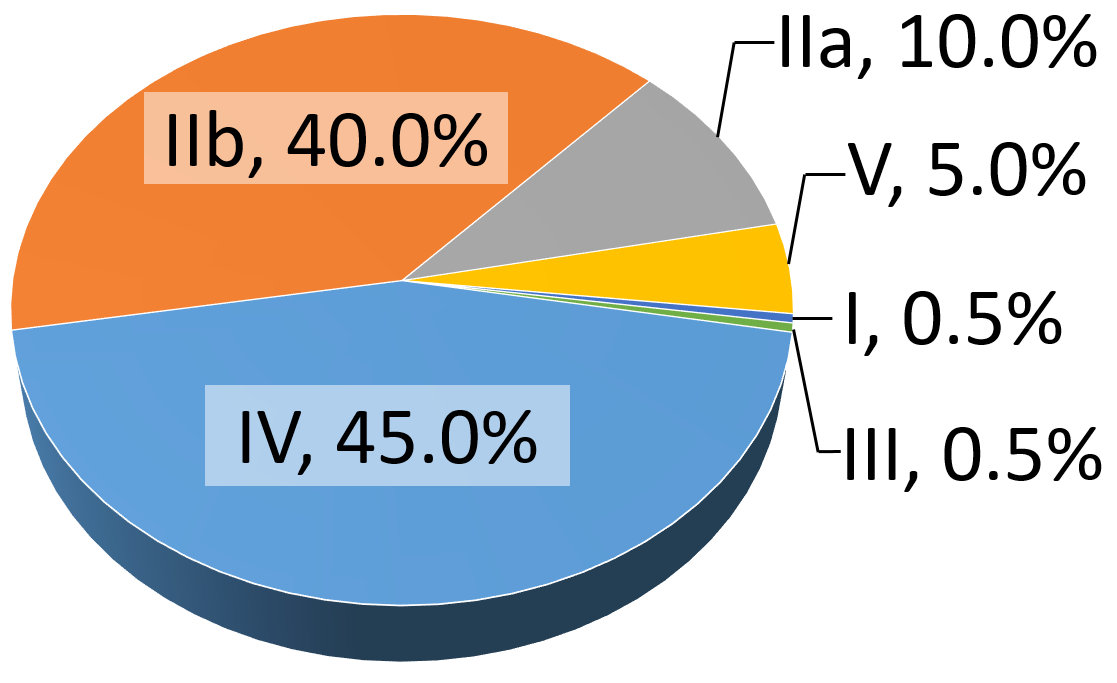
不同类型家族性高脂蛋白血症的相对流行程度

| IV 型        | IV 型        | 144600 | 家族性高甘油三酯血症                     | VLDL生成增加并且清除率减低             | VLDL                          | 高水平时会导致胰腺炎                               | 贝特类, 烟酸, 他汀类    | 浑浊                 | 1/100             |
| V 型         | V 型         | 144650 |                                          | VLDL生成增加并且LPL减少                | VLDL和乳糜颗粒                |                                                    | 烟酸, 贝特类            | 顶层奶油状和底层浑浊 |                   |

### 後天性(繼發性)
後天性的高脂血症（也稱為繼發性"異常脂蛋白血症"(dyslipoproteinemia)）常常摹拟原發性高脂血症的形式，並且可以具有相似的結果。

## 治療/處置
人體內各組織細胞都含有豐富的膽固醇，才能維持正常的生理功能，膽固醇的功能如構成人體細胞膜的重要成分，是固醇類荷爾蒙、維生素D及膽汁的最主要原料。
因此，降低血脂肪〈特別是第Ⅱ型)首先應重視飲食療法，減少膽固醇食物（如蛋黃、動物內臟、海鮮類）之攝取，多攝取含不飽和性脂肪酸之食物（植物油如橄欖油或葵花子油等）；另外，維持標準體重、避免吸菸及喝酒、養成良好運動習慣，對降血脂也有助益。已有很多證據發現植物中的植固醇及富含Ω-3脂肪酸的食物有益下降總膽固醇 .
抗高血脂藥物(antihyperlipidemic drugs)之治療機轉主要分為以下三大點：
1. 降低體內合成總膽固醇。
2. 加速分解脂蛋白與促進排除膽固醇。
3. 增加HDL含量與抑制膽固醇吸收。
降血脂藥物可依不同機轉分為以下七大類:  。
第一類:降低膽固醇的生合成—Statins類：HMG-CoA還原酶抑制劑，例如:Atorvastatin(Lipitor® )、Lovastatin(Mevacor® )。
第二類:阻擋NPC1L1運送蛋白的作用，從而干擾膽固醇與脂質在腸道的吸收，當服藥者對Statins沒有治療作用或產生過敏反應時給予:Ezetimibe (Ezetrol® ); Orlistat（Xenical®；羅氏鮮® ；俗名：讓你酷）;β-Sitosterol 。
第三類:抑制PCSK9酶在LDL接收器上的分解作用，從而增加LDL接收器的數量並加速LDL在血清中的排除，例如：Evolocumab(Repatha® )。
第四類:Nicotinic acid（Niacin；菸鹼酸；Vit.B3）；Acipimox (Olbetam®)--為維生素B3製劑，大劑量可抑制脂肪組織之脂肪分解作用(lipolysis)，降低血漿及肝臟中的脂肪酸濃度，減少肝臟三酸甘油酯及VLDL之合成與分泌，間接降低血中LDL量；又可增加HDL的濃度，加速組織排除膽固醇。
第五類:促進膽固醇的排除—膽酸結合樹脂，例如:Cholestyramine(Questran® )。
第六類:加速低密度脂蛋白的分解，例如:Gemfibrozil (Lopid®)—纖維酸(Fibrates) 類藥物--Fenofibrate(Tricor® );  Clofibrate。
第七類：其他:Probucol (Lurselle® )--促進周邊組織合成apoprotein E(apoE)，並將LDL移向肝臟代謝 。

## 外部連結
- The Fredrickson papers (with photos from early lipoprotein research) （页面存档备份，存于）
- 745209914 於 GPnotebook
- https://web.archive.org/web/20230522025523/https://www.ncbi.nlm.nih.gov/books/NBK559182/